# Redmi 8
Il Redmi 8 è uno smartphone low-cost presentato da Redmi, sub-brand di Xiaomi ad ottobre 2019.

## Caratteristiche tecniche

### Hardware
Il Redmi 8 è dotato di chipset Qualcomm Snapdragon 439, con CPU octa-core e GPU Adreno 505; di 3 o 4 GB di RAM e 32 o 64 GB di memoria interna espandibile tramite microSD; di connettività WiFi 802.11 b/g/n con supporto Wi-Fi Direct e hotspot, Bluetooth 4.2 con supporto A2DP e LE (risparmio energetico), GPS assistito con GLONASS, BDS, GALILEO, radio FM wireless, porta a infrarossi, porta USB 2.0 Type-C 1.0 con supporto OTG e jack audio da 3.5 mm.
Ha uno schermo IPS LCD da 6,22", con risoluzione HD+, densità di pixel di 270 ppi e aspect ratio di 19:9, protetto da vetro Gorilla Glass 4; mentre il retro e il frame laterale sono in plastica. È presente un lettore di impronte digitali posteriore.
Per quanto riguarda le fotocamere, dietro è presente una doppia fotocamera con un sensore da 12 megapixel con apertura f/1.8 e autofocus PDAF e un sensore da 2 MP di profondità, mentre davanti è presente una fotocamera anteriore da 8 megapixel con apertura f/2.0. Sia la doppia fotocamera posteriore che la fotocamera anteriore possono registrare al massimo video in full HD  a 30 fotogrammi per secondo.
La batteria ai polimeri di litio è da 5000 mAh e non è removibile. Il dispositivo è dichiarato come resistente agli schizzi d'acqua.

### Software
È presente Android in versione 10.0 Pie con l'interfaccia utente MIUI 12.

## Redmi 8A
Il Redmi 8A è una versione più economica del Redmi 8, dal quale differisce dal normale per l'assenza della porta infrarossi, l'assenza del lettore di impronte digitali, per la presenza di una singola fotocamera 12 megapixel posteriore e di un taglio da 2 GB di RAM.
Da febbraio 2020 è inoltre acquistabile la versione Redmi 8A Dual, che differisce dal Redmi 8A per la presenza di una doppia fotocamera posteriore 13 MP f/2.2 + 2 MP f/2.4 di profondità e per l'assenza del taglio da 4 GB di RAM e 64 GB di memoria interna.

## Accoglienza e vendite
Il Redmi 8 è stato inserito tra i migliori smartphone economici da GSMArena, che ha evidenziato la presenza del lettore di impronte, dello slot microSD, della porta USB-C e ha inserito   anche il design e la presenza del Gorilla Glass 5 tra i pro, mettendo come contro il peso superiore alla media. Anche il Redmi 8A è nella lista, con gli stessi pro del Redmi 8 ma con anche l'assenza del lettore d'impronta e i 2 GB di RAM della versione base tra i contro.
AndroidAuthority ha definito il Redmi 8 nulla di eccezionale ma un ottimo smartphone per il suo prezzo.